# Clemens Rehbein

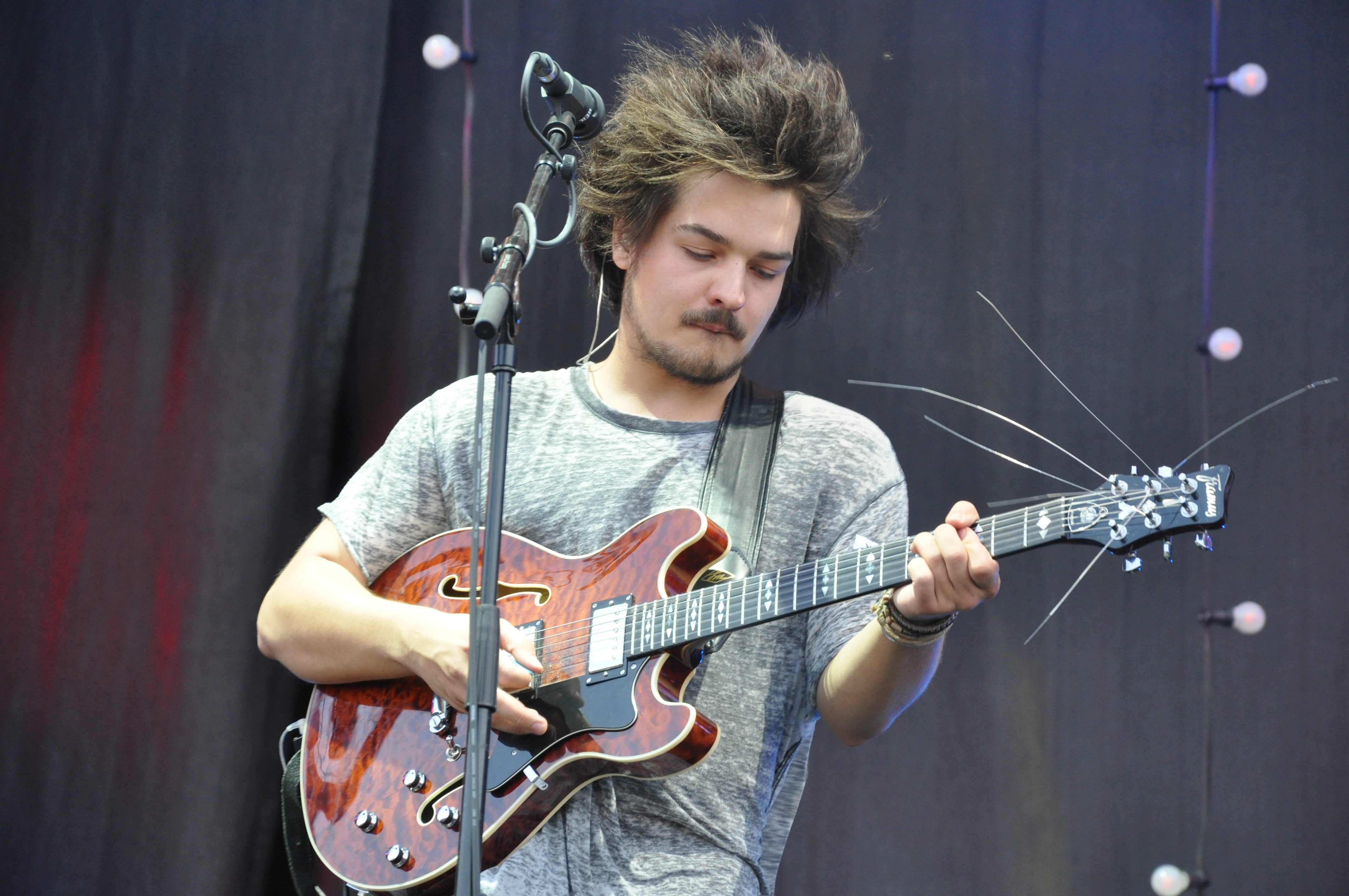
Clemens Rehbein v roce 2014

Clemens Rehbein (* 12. listopadu 1992, Kassel, Německo) je německý folkový zpěvák a hudebník, spoluzakladatel skupiny Milky Chance. Tu založil se svým spolužákem a diskžokejem Philippem Dauschem. Proslavila je především píseň Stolen Dance, která se umístila na předních místech hitparád některých evropských států a v jejímž klipu Rehbein vystupuje jako hlavní protagonista.
Před založením Milky Chance byl baskytaristou jazzového souboru Flown Tones. První celovečerní nahrávka jeho skupiny získala ocenění European Border Breakers za nejlepší album.
S Philippem Dauschem se seznámil na střední škole Jacoba Grimma v Kasselu.